# Айиртауське
Айирта́уське (каз. Айыртау) — село у складі Айиртауського району Північноказахстанської області Казахстану. Входить до складу Єлецького сільського округу.
Населення — 101 особа (2021; 152 у 2009, 189 у 1999, 85 у 1989).
Національний склад станом на 1989 рік:
- росіяни — 61 %.